# Nephodia exularia
Nephodia exularia är en fjärilsart som beskrevs av Walker 1862. Nephodia exularia ingår i släktet Nephodia och familjen mätare. Inga underarter finns listade i Catalogue of Life.